# Moïse et Pharaon
Moïse et Pharaon ou le Passage de la mer Rouge est un opéra en 4 actes de Gioachino Rossini, livret de Luigi Balocchi et d’Étienne de Jouy, créé le 26 mars 1827 à l'Opéra de Paris.
Il s'agit d'une version remaniée de Mosè in Egitto, créée par Rossini au Teatro San Carlo de Naples le 5 mars 1818 sur un livret italien d’Andrea Leone Tottola, tiré d’une tragédie de Francesco Ringhieri L’Osiride (1760).
Les interprètes principaux étaient Levasseur (Moïse), Cinti-Damoreau (Anaïde) et Nourrit (Aménophis). La 100e représentation de cette version eut lieu en 1838.

## Historique
Avant 1820, Rossini composait quatre opéras par an. Il en avait déjà écrit trois lorsqu’il présenta la première version du Moïse commandé par Barbaja, pour le théâtre San Carlo de Naples, et qui était dédié à Isabella Colbran, maîtresse de Barbaja. Isabella allait devenir l’épouse de l’artiste. Le librettiste avait alors fait d’Elcia (nièce de Mosè, renommée Anaï dans Moïse et Pharaon), le pivot de l’antagonisme entre Moïse et le pharaon. Le succès fut immédiat.
L’année suivante, Rossini ajouta la prière du dernier acte et remporta un succès encore plus considérable. C’est cette prière (l’air le plus connu) qui accompagna le compositeur à la basilique Santa Croce de Florence en 1887, lorsque son corps fut ramené de Paris, où il était mort près de vingt ans plus tôt.
Stendhal, qui fit connaître Rossini en France, affirmait que cette prière avait été écrite en quelques minutes, ce qui est contesté par Gustave Kobbé d’après des sources puisées dans la correspondance du compositeur. Une chose est sûre : l’air mit les spectatrices dans un tel état qu’il fallut appeler des médecins dans la salle.
Pour l'Opéra de Paris, Rossini remania profondément sa partition d'origine, qui passa de trois à quatre actes. Il ne réutilisa que sept morceaux de la partition italienne, après les avoir repensés, et ajouta un chœur tiré d'Armida. Toute l'introduction du premier acte fut réécrite. Un ballet fut composé pour le troisième acte ainsi qu'un final entièrement nouveau pour cet acte. Un certain nombre de chercheurs qui avaient accompagné Napoléon pour sa campagne d'Égypte furent consultés pour la création des décors.

## Argument

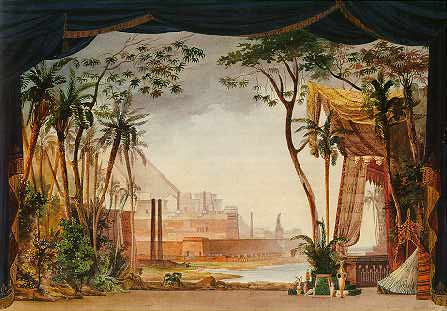
Décors de l’acte I du Moïse et Pharaon pour l’Académie royale de musique en 1827.

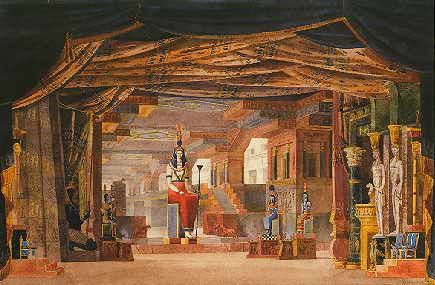
Décors de l’acte III.

### Acte I
Le camp des Israélites en Égypte.
Le chœur des israélites demande à être libéré de l’esclavage. Moïse les conjure d’avoir foi en Dieu. Son frère étant allé plaider leur cause auprès du pharaon, il revient accompagné de la sœur de Moïse et de sa nièce, Anaï, dont Aménophis (fils du pharaon) est amoureux. Les Israélites sont donc libérés, mais Anaï refuse de les suivre : elle aime Aménophis. Il s’ensuit le duo le plus exceptionnel selon Stendhal. Mais Anaï sent qu’elle ne peut rester auprès d’Aménophis et le pharaon menace de revenir sur sa décision. Moïse menace à son tour l’Égypte d’une vengeance divine en levant son bâton vers le ciel : la nuit tombe sur l’Égypte.

### Acte II
Dans le palais du pharaon.
Sinaïde, le pharaon et Aménophis, accompagnés d’un chœur, regrettent la nuit dans laquelle l’Égypte est plongée. Le pharaon appelle Moïse pour qu’il fasse revenir la lumière avec son bâton, ce qu’il obtient. Mais Aménophis apprend que son père lui a réservé pour épouse une princesse assyrienne. Pris d’une rage terrible, et fou de douleur à l’idée qu’Anaï puisse lui échapper, Aménophis forme le projet de tuer Moïse.

### Acte III
Le temple d’Isis.
Ballet en trois mouvements des Égyptiens en l’honneur de leur déesse. Moïse vient demander la libération de son peuple promise par le pharaon, mais le prêtre Osiris veut d’abord que les Israélites rendent hommage à leur déesse. Moïse, indigné, lève encore son bâton et les sept plaies s’abattent sur l’Égypte. Elles ne cesseront que lorsque Moïse le décidera. Aaron, puis Moïse, viennent ensuite demander justice au pharaon qui menace les Hébreux de les chasser en les enchaînant. Final impressionnant.

### Acte IV
Les Hébreux dans le désert.
Aménophis rejoint Anaï en cachette : il est prêt à renoncer à son futur titre de pharaon si elle accepte de l’épouser. Mais Moïse entraîne les siens, Anaï est obligée de les suivre. Et malgré les supplications d’Aménophis auprès de Moïse, rien ne fléchit la volonté du guide. Aménophis le prévient alors que son père a prévu d’attaquer les Hébreux et qu’il choisira le camp du pharaon. L’armée égyptienne avance. Moïse, pris entre les soldats et la mer Rouge, voit les flots s’ouvrir devant lui. L’opéra se termine lorsque les eaux se referment sur les Égyptiens avec le Cantique.

## Discographie sélective
- Mose in Egitto (Philips): Ruggero Raimondi, June Anderson, Ernesto Palacio, Siegmund Nimsgern, direction Claudio Scimone (1982).
- Mose (traduction italienne), sous la direction de Lamberto Gardelli, avec Magda Calmar, Josef Grégor (Hungaroton): cet enregistrement omet le ballet du troisième acte et le duo entre Pharaon et son fils.
- Moise (version française) dirigée par Vladimir Jurowski au festival de Pesaro avec Michele Pertusi (enregistrement difficile à trouver et qui comporte une prière additionnelle à la fin du dernier acte, supprimée par Rossini au dernier moment).
- Moise (version française) dirigée par Tullio Serafin avec Nicola Rossi-Lemeni : cette version comporte de nombreuses coupures.
- Moise (version française) dirigée par Wolfgang Sawallisch avec Ruggero Raimondi : comporte aussi des coupures.
- Moise (version française en DVD) dirigée par Riccardo Muti à l'occasion de l'ouverture de la saison de la Scala de Milan 2003.
- Moïse et Pharaon, TDK, DVD, 2005, avec Ildar Abdrazakov comme Moïse et Nino Surguladze comme Sinaïde